# Whitesburg (Kentucky)
Whitesburg é uma cidade localizada no estado americano de Kentucky, no Condado de Letcher.

## Demografia
Segundo o censo americano de 2000, a sua população era de 1600 habitantes.
Em 2006, foi estimada uma população de 1517, um decréscimo de 83 (-5.2%).

## Geografia
De acordo com o United States Census Bureau tem uma área de
8,0 km², dos quais 8,0 km² cobertos por terra e 0,0 km² cobertos por água. Whitesburg localiza-se a aproximadamente 394 m acima do nível do mar.

## Localidades na vizinhança
O diagrama seguinte representa as localidades num raio de 20 km ao redor de Whitesburg.